# ドコモサービス東北
ドコモサービス東北株式会社は、かつて存在したNTTドコモの完全子会社。

## 概要
東北地方において、かつて直営であったドコモショップの運営や、コールセンター業務などを主たる業務としていた。従前は、ドコモショップへの労働者派遣の事業も手がけていた。
2014年7月1日にドコモエンジニアリング東北株式会社に吸収合併され、株式会社ドコモCS東北となった。

## 沿革
- 2010年（平成22年）7月1日 - 本社を、ドコモ東北仙台ビルへ移転。ただし料金部署などの主要部署は、従来どおり仙台MTビル内に留まる。
- 2011年（平成23年）3月31日 - 労働者派遣事業を廃止。翌日付で、同事業をドコモ・サービスが譲受。
- 2014年（平成25年）7月1日 - ドコモエンジニアリング東北株式会社に吸収合併され解散。株式会社ドコモCS東北となる。

## 事業区域
青森県 - 岩手県 - 秋田県 - 宮城県 - 山形県 - 福島県

## 運営していたドコモショップ
このほか、一時的な措置としてDS長井店（山形県長井市）やドコモランド岩手公園前店（盛岡市）を代理店交代の際のつなぎとして同社が運営していた時期があった。
DS仙台中野店（仙台市宮城野区出花）は、ドコモ・センツウが運営するドコモショップであったほか、同様にDS八戸二十六日町店も同社が運営していたが、同社八戸営業所閉鎖に伴い、DS八戸駅前店に事業譲渡した。
2008年（平成20年）中にドコモ・センツウが清算（法人格上は、ドコモ・モバイルへ吸収合併される形を取る）され、同社の事業がドコモ・モバイルないしは当社を含むドコモ・サービス（または、ドコモサービス○○）と名の付く会社等に継承された。これに伴い、DS仙台中野店が同年12月1日付で当社に継承された。